# Mitglied
Mitglied ist ein konstitutiver Angehöriger (natürliche oder juristische Person) eines Kollegialorgans.

## Allgemeines
Konstitutiv bedeutet hier, dass es diese Personenvereinigung ohne Mitglieder gar nicht geben könnte, weil die Existenz einer Personenvereinigung nur durch ihre Mitglieder gewährleistet ist. Nach der Art der Freiwilligkeit gibt es freiwillige Mitglieder oder die Pflichtmitgliedschaft durch Zwang kraft Gesetzes oder öffentlicher Satzung. Während freiwillige Mitglieder durch eigene Entscheidung in das Kollegialorgan eintreten, geschieht dies bei Pflichtmitgliedern dadurch, dass sie bestimmte Eigenschaften aufweisen, die sie zur Mitgliedschaft zwingen. Wer diese Eigenschaften besitzt, ist automatisch Pflichtmitglied.
Neben ordentlichen Mitgliedern kann es Mitglieder mit geringeren Rechten geben (außerordentliche Mitglieder), bezeichnet zum Beispiel als fördernde Mitglieder, Mitglieder mit beratender Stimme oder korrespondierende Mitglieder, dazu Anwärter und Postulanten. Ist die Mitgliedschaft für bestimmte Mitglieder kostenlos, spricht man von Ehrenmitgliedern.
Sind juristische Personen oder rechtsfähige Personengemeinschaften Mitglied eines Vereins oder Verbands, werden sie durch ihre Organe bzw. gesetzlichen Vertreter repräsentiert. Man spricht hier von institutionellen Mitgliedern bzw. institutioneller Mitgliedschaft oder korporativer Mitgliedschaft.
Im weiteren Sinne werden Personen aufgrund ihres Verhaltens, Aussehens oder ihrer Gesinnung zu Mitgliedern einer Gruppierung gerechnet.

## Mitgliedschaft
Nach Niklas Luhmann ist Mitgliedschaft soziologisch eng mit der Rolle in einem System verbunden. So muss man erst Mitglied in einer Organisation sein, um die Möglichkeit zu erhalten, weitere ausdifferenzierte Rollen in der Organisation anzunehmen. Durch die Mitgliedschaftsfrage entsteht außerdem eine klare Trennung zwischen System und Umwelt. Allgemein lässt sich sagen, dass Eintritts- und Austrittsmöglichkeiten die Erwartungen der Organisation an ihre Mitglieder legitimieren, was in anderen sozialen Systemen, wie etwa in Familien, nicht möglich ist. Durch die Formulierung von Eintritts- und Austrittsmöglichkeiten ist es überhaupt erst möglich, Mitgliedschaftsbedingungen zu formulieren.
Bei der Entscheidung über den Beitritt in eine Organisation können verschiedenste Motive seitens der Handelnden eine Rolle spielen. Mit der Entscheidung für den Eintritt wird entscheidet die Person sich für die Anerkennung der Regeln, Strukturen, Zwecke und Erwartungen, die die Organisation vorgibt – sie akzeptiert die Mitgliedschaftsbedingungen. Also werden die Motivationen für den Eintritt mit der Entscheidung neutralisiert, sodass die beigetretenen Mitglieder die gleichen Interessen im Sinne der Organisation verfolgen können, bzw. sie können belangt werden, wenn sie sich nicht (mehr) an die Mitgliedschaftsbedingungen halten.
Luhmann betont darüber hinaus, dass ein zentraler Unterschied darin liegt, ob die Mitgliedschaft in einer Organisation per Zwang oder durch Freiwilligkeit besteht. Entscheiden sich Individuen freiwillig, einer Organisation anzugehören, erleichtert das den Zugriff der Organisation auf das Individuum immens. Die Drohung des Ausschlusses aus der Organisation bei Nicht-Einhaltung der Mitgliedschaftsbedingung ist eine der Sanktionsmöglichkeiten, die die freiwillige Mitgliedschaft eröffnet. Gerade weil die Mitglieder einer Organisation austauschbar sind, kann ihnen mit der Auswechslung gedroht werden. Vor dem Hintergrund dieser Drohung kann die Organisation auf effizienterem Wege mehr Macht über Individuen ausüben, als es in einer Zwangsorganisation, wie dem Militär, der Fall ist.

## Der Mitgliedschaftsbegriff in den Rechtswissenschaften
Unter Mitgliedschaft versteht man das Rechtsverhältnis der Mitglieder zu einer Personenvereinigung. Dieses Rechtsverhältnis entsteht durch (schriftliche) Beitrittserklärung und Zulassung des Beitritts durch die Personenvereinigung (vgl. § 15 GenG). Es handelt sich um einen Aufnahmevertrag. Die Mitgliedschaft entsteht auch durch Aufnahme (manchmal mit bestimmten Symbolhandlungen und Ritualen), von Amts wegen oder durch Geburt. Sie ist verbunden mit bestimmten Rechten, zum Beispiel der Teilnahme an eigens für Mitglieder geplanten Aktivitäten, als auch mit Pflichten, etwa der Entrichtung von festgesetzten Mitgliedsbeiträgen oder der Übernahme bestimmter Funktionen, die zur Organisation der jeweiligen Personenvereinigung dienen, so zum Beispiel Schriftführer, Presse- oder Kassenwarte/Kassenprüfer. Sie endet zum Beispiel durch Abwahl, Ausschluss, Austritt, Rücktritt, Tod des Mitglieds oder Auflösung der Personenvereinigung.
Manche Mitgliedschaften bei kommerziellen Klubs (etwa Buchgemeinschaften) bürden den Mitgliedern weitergehende Verpflichtungen auf und verlangen den regelmäßigen Kauf von Produkten, beispielsweise Büchern oder Tonträgern. Es handelt sich dabei aber nicht um Klubs im klassischen Sinne, sondern um Vertriebssysteme, die ein Abonnement anbieten. Bei solchen Mitgliedschaften ist das vorherige Studium des Kleingedruckten, insbesondere der Kündigungsfrist, ratsam.

### Arten
Mitgliedschaften gibt es juristisch gesehen vor allem in folgenden Bereichen:
- Berufsständische Körperschaften:[8]
  - Gewerbetreibende: Industrie- und Handelskammer (in Österreich Wirtschaftskammer) gemäß § 2 Abs. 1 IHKG.
  - Handwerksbetriebe sind gemäß § 90 Abs. 2 HandwO Mitglied der Handwerkskammer.
  - Freie Berufe: Apothekerkammer, Architektenkammer, Ärztekammer, Landwirtschaftskammer, Notarkammer, Patentanwaltskammer, Rechtsanwaltskammer, Steuerberaterkammer u. ä. Die Berufsangehörigen sind hier Pflichtmitglieder.
  - Arbeitnehmerkammern in Bremen und im Saarland.
- Die berufsständische Versorgung wird durch Versorgungskassen der Ärzte, Apotheker, Anwälte, Künstler usw. sichergestellt (etwa Bayerische Ärzteversorgung).
- Deichverbände: Verbandsmitglieder können unter anderem gemäß § 4 Abs. 1 WVG die jeweiligen Eigentümer von Grundstücken und Anlagen, jeweilige Erbbauberechtigte sowie Inhaber von Bergwerkseigentum (dingliche Verbandsmitglieder) sein.
- Einlagensicherung:
  - Voraussetzung für das Betreiben des Bankgeschäftes ist die Pflichtmitgliedschaft des Kreditinstituts in einer Einrichtung der Einlagensicherung (§ 23a Abs. 1 KWG).
  - Für Versicherungsunternehmen (Lebensversicherung, Krankenversicherung, Sachversicherung) ist gemäß § 221 Abs. 1 VAG die Mitgliedschaft in einem Sicherungsfonds Pflicht.
- Gebietskörperschaften (Bund, Länder, Gemeinden) haben Pflichtmitglieder gemäß Gemeindeordnung, und zwar die Einwohner mit Wohnsitz im Gebiet (§ 21 Abs. 1 GemO NRW).[9]
- Genossenschaften: Die Inhaber von Geschäftsguthaben einer Genossenschaft werden als Mitglieder dieser Genossenschaft bezeichnet (§ 1 GenG). Die Pflichtmitgliedschaft im Prüfungsverband (§ 54 GenG) ist Voraussetzung für die Eintragung ins Genossenschaftsregister (§ 11 Abs. 2 Nr. 3 GenG). Man unterscheidet bei Genossenschaften zwischen dem ordentlichen und dem investierten Mitglied.
- Die Eigentümer von Feldern und Wäldern, die zusammen weniger als 75 ha ausmachen und einem gemeinschaftlichen Jagdbezirk angehören, bilden eine Jagdgenossenschaft (§ 9 BJagdG).[10]
- Organmitglieder sind im Organisationsrecht natürliche Personen, welche die von der Rechtsordnung vorgesehenen Aufgaben eines Organs von juristischen Personen oder Personenvereinigungen wahrnehmen oder ausüben.
- Pflichtversicherungen sind Versicherungssysteme mit gesetzlicher Zwangsmitgliedschaft wie bei Sozialversicherung und Berufsgenossenschaft. Die Sozialversicherung umfasst Personen, die kraft Gesetzes oder Satzung (Versicherungspflicht) oder auf Grund freiwilligen Beitritts oder freiwilliger Fortsetzung der Versicherung (Versicherungsberechtigung) versichert sind (§ 2 Abs. 1 SGB IV). Der Gesetzgeber darf durch die Anordnung von Zwangsmitgliedschaft und Beitragspflichten in einem öffentlich-rechtlichen Verband der Sozialversicherung die allgemeine Betätigungsfreiheit des Einzelnen durch Einschränkung ihrer wirtschaftlichen Voraussetzungen nicht unerheblich einengen.[11] Bei der Berufsgenossenschaft sind die Beschäftigten pflichtversichert (§ 2 Abs. 1 SGB VII).
- Politische Parteien haben Parteimitglieder, deren Aufnahme und Austritt sowie Rechte und Pflichten durch eine Satzung geregelt sein müssen (§ 6 Abs. 2 PartG).
- verfasste Studentenschaften (in Österreich: Hochschülerschaft) sind außer in Bayern, Baden-Württemberg und Sachsen-Anhalt Zwangskörperschaften, die an die Immatrikulation anknüpfen.[12]
- Vereine haben gemäß § 31a Abs. 1 BGB Vereinsmitglieder, deren Mitgliedschaft nach § 38 BGB weder übertragbar noch vererblich ist. Erforderlich sind nach § 56 BGB mindestens sieben Mitglieder. Der Deutsche Olympische Sportbund ist mit rund 27 Millionen Mitgliedern die größte Personenvereinigung Deutschlands.
- Versorgungskassen bestehen aus Pflichtmitgliedern für die Beamtenversorgung.

Körperschaftlich organisierte Organisationen erheben Umlagen, die übrigen Organisationen legen eine Beitragspflicht in ihren Satzungen fest oder sind kostenlos (Organmitglieder). Bei privatrechtlichen Gesellschaften gibt es keine Mitglieder, sondern Gesellschafter oder Aktionäre.

### Besondere Formen der Mitgliedschaft

#### Akademien
Akademien sind Gelehrtengesellschaften zur Förderung der Wissenschaften, der Kunst und Kultur, sowie ihrer Erforschung. Sie sind keine Lehrinstitute, obwohl sie meist nach verschiedenen Fachrichtungen in Klassen organisiert sind. Ihre Arbeit vollzieht sich in gemeinsamen Sitzungen ihrer Mitglieder, während der die Forschungsergebnisse vorgetragen werden, die dann wiederum in Sitzungsberichten oder Abhandlungen veröffentlicht werden. Die Zahl ihrer lebenden Mitglieder ist in der Regel begrenzt, die jeweils durch Nachwahl und Neuberufung aufrechterhalten wird.

#### Politische Parteien
Nach Art. 9 GG hat jeder das Recht, einer politischen Partei anzugehören. In der Praxis ist jedoch die Parteimitgliedschaft an bestimmte Bedingungen geknüpft (Alter, Zahlung eines Mitgliedsbeitrages, keine Zugehörigkeit zu einer anderen politischen Partei). Grundsätzlich ist keine Partei verpflichtet, dem Aufnahmeantrag des Antragstellers nachzukommen. Eine bestehende Parteimitgliedschaft kann sowohl vom Mitglied als auch von der Partei beendet werden, wobei jedoch die Partei niemanden grundlos ausschließen kann (Parteiausschluss).

#### Parlamente
Abgeordnete des Deutschen Bundestages und der Landtage der Länder sind Mitglieder im Parlament (§ 1 AbgG). Sie verwenden auf offiziellen Briefen das Kürzel MdB bzw. MdL für Mitglied des Bundes-/Landtags.
In Österreich werden die Ländervertreter im Bundesrat nicht direkt gewählt und deshalb als Mitglieder des Bundesrates bezeichnet.

#### Religionsgemeinschaften
Nach Art. 4 GG [Glaubens-, Gewissens- und Bekenntnisfreiheit] wird in Deutschland die ungestörte Religionsausübung gewährleistet. Das Vereinswesen wurde großenteils auf die christlichen Gemeinden (Kirchen) übertragen, die oftmals die äußere Form eines Vereins haben, aber öffentlich-rechtliche Religionsgesellschaften sind. Mitglied in einer christlichen Kirche wird man in der Regel durch die Taufe, häufig bereits als Kleinkind. Da ein Säugling bei der Taufe jedoch keine bewusste Entscheidung trifft, ist diese Form der Mitgliedschaft unfreiwillig. Sie kann vom Mitglied nur dann aufgehoben werden, wenn es die sogenannte Religionsmündigkeit erlangt hat, d. h. mindestens 14 Jahre alt ist. Andernfalls muss dies durch dessen Erziehungsberechtigten geschehen. Für Erwerbslose ist eine Mitgliedschaft in der Regel nicht mit Kosten verbunden, Erwerbstätige zahlen eine Kirchensteuer, die ihnen automatisch vom Gehalt abgezogen wird.
In der frühen Neuzeit war es mancherorts in reformierten und lutherischen Gemeinden üblich, von Reisenden und Neuzugezogenen ein Kirchenzeugnis zu verlangen, welches bestätigte, dass der Besitzer, auf den es namentlich ausgestellt war, bereits zuvor Mitglied einer protestantischen Gemeinde gewesen ist. Hierzu konnte eine Tauf- oder Heiratsurkunde dienen, aber auch eine vom Pfarrer der alten Gemeinde ausgestellte schriftliche Bestätigung, die dann im engeren Sinne als Kirchenzeugnis bezeichnet wurde.
Eine Mitgliedschaft in einer Freikirche erfolgt in der Regel durch freiwilligen Beitritt, sofern die Glaubenssätze der Kirche akzeptiert werden können. Die Aufnahme geschieht durch die Taufe. Einen verpflichtenden Mitgliedsbeitrag gibt es nicht, jedoch ist es üblich, den zehnten Teil seines Einkommens zu zahlen.
Religionsgemeinschaften können jedoch nicht verpflichtet werden, dem Antrag des Antragstellers nachzukommen. Eine Exkommunikation ist möglich, wenn das Mitglied gegen die geltenden Glaubenssätze lebt bzw. diese ablehnt.

#### Strafrecht
Ein in einer Tätergruppe handelnder Krimineller oder Terrorist kann nach deutschem Strafrecht als Mitglied einer kriminellen bzw. terroristischen Vereinigung gemäß § 129, § 129a StGB bestraft werden. Andere Staaten kennen in ähnlicher Form den Straftatbestand der Mitgliedschaft in einer Verschwörung.

#### Vereine
Viele Personen sind Mitglied in einem Verein und üben ihre Rechte in der Mitgliederversammlung gemäß § 32 Abs. 1 Satz 1 BGB aus. Dadurch zeigt das Vereinsmitglied seiner Umwelt, dass es seinen Verein und/oder seine Ziele unterstützt. Als Gegenleistung erhalten Vereinsmitglieder die Möglichkeit, zum Beispiel bei Sport- oder Musikvereinen, unter fachmännischer Aufsicht zu trainieren oder zu proben und in der Öffentlichkeit zu spielen bzw. aufzutreten. Mitglieder von Vereinen mit kulturellem Charakter wollen Traditionen aufrechterhalten und/oder verbreiten. Soziale Vereine und ihre Mitglieder wollen anderen helfen.

#### Genossenschaften
Die investierte Mitgliedschaft an einer Genossenschaft wurden 2006 zur Kapitalbeschaffung eingeführt und erfüllt den eigentlichen Förderzweck der Genossenschaft nicht, was laut Kritikern im Widerspruch zum Genossenschaftsgedanken steht. Investierte Mitglieder sehen die Genossenschaft als Finanzanlage.

### Status

#### Ordentliche Mitglieder
Ordentliche Mitglieder sind Personen, die einem Organ (zum Beispiel Vorstand, Aufsichtsrat, Hauptversammlung oder Mitgliederversammlung) vollständig und mit Stimmrecht angehören. Daneben kann es „Mitglieder mit beratender Stimme“ geben, also ohne das Recht, bei Abstimmungen oder Wahlen mitzuwirken. Ob Ehrenmitglieder zu den ordentlichen Mitgliedern gerechnet werden, wird unterschiedlich gehandhabt. In einigen Vereinigungen (z. B. Feuerwehr) werden aus dem aktiven Dienst ausgeschiedene ordentliche Mitglieder als passive Mitglieder bezeichnet, für die eigene Regelungen gelten.

#### Ordentliche Mitglieder im Deutschen Bundestag
Die Bezeichnung ordentliches Mitglied wird beispielsweise für Abgeordnete des Deutschen Bundestags verwendet in Bezug auf die Ausschüsse, wobei ordentliche Mitglieder in den einzelnen Ausschüssen ein Stimmrecht haben und ihm ständig angehören. Die stellvertretenden Mitglieder hingegen gehören dem Ausschuss nur an, wenn ein ordentliches Mitglied verhindert ist oder ausscheidet.

#### Korrespondierende Mitglieder
„Korrespondierende Mitglieder“ sind üblicherweise Mitglieder, die entweder den formalen Kriterien einer ordentlichen Mitgliedschaft nicht genügen, beispielsweise als auswärtige Mitglieder, oder durch eine korrespondierende Mitgliedschaft geehrt wurden. So vergibt der Verein Deutscher Ingenieure die korrespondierende Mitgliedschaft an ausländische Ingenieure oder Vertreter nicht technischer Fachgebiete, die sich in besonderer Weise um die technisch-wissenschaftliche Gemeinschaftsarbeit des Vereins verdient gemacht haben.

#### Mitglieder von Amts wegen
Ein Mitglied von Amts wegen ist eine Person, die allein deshalb Mitglied des Gremiums wird, weil sie eine bestimmte Stellung außerhalb des Gremiums innehat.
So sind etwa die Mitglieder des Deutschen Bundestages von Amts wegen auch Mitglieder der Bundesversammlung, die den Bundespräsidenten wählt. Zusätzlich werden ebenso viele Mitglieder der Bundesversammlung von den Volksvertretungen der Länder gewählt.
Mitglieder von Amts wegen werden manchmal als geborene Mitglieder bezeichnet. Das ist ungenau; in manchem Adelsverein kann man durch Geburt Mitglied werden. Mit dem alten Wort küren (für wählen) kann man von geborenen und gekorenen Mitgliedern sprechen.

#### Investierte Mitglieder
Investierte Mitglieder treten einer Gemeinschaft primär mit einer Gewinnerzielungsabsicht bei, der eigentliche Zweck der Gemeinschaft steht nicht oder kaum im Vordergrund. Eine Organisation kann sich über investierte Mitglieder Kapital beschaffen, um dieses für ihre Zwecke einsetzen zu können. Wohnungsbaugenossenschaften bedienen sich investierter Mitglieder, um ihren wohnungswirtschaftlichen Zweck besser erfüllen zu können. Vereinsmitglieder, die einem Verein lediglich aus Prestigegründen beitreten und den Verein dadurch mit Kapital oder Beitragseinnahmen ausstatten, könnte man auch als investiertes Mitglied bezeichnen.

## Trivia
Von der grammatisch neutralen Sachbezeichnung das Mitglied finden sich gelegentlich falsch abgeleitete Wortformen wie Mitgliederinnen oder Liebe Mitgliederin, um sich auf Frauen zu beziehen. Die Gesellschaft für deutsche Sprache nennt solche geschlechtsspezifischen Ableitungen von geschlechtsindifferenten Personenbezeichnungen „bewusst überspitztes Gendern“ (auch falsch: Personin, Menschin). Von geschlechtsneutralen Oberbegriffen können keine weiblichen (oder männlichen) Formen gebildet werden, weil sie aus sich heraus generisch sind und Personen beliebigen Geschlechts bezeichnen können (Sexus-indifferent). Die Pluralendung -er des grammatisch neutralen Substantivs Mitglied hat nichts mit der Endung -er eines maskulinen Nomen Agentis, also einer aus einem Verb abgeleiteten Personenbezeichnung (malen → der Maler / die Malerin), zu tun. Weil der Wortbestandteil „Glied“ aber auch die Bezeichnung für das männliche Geschlechtsteil ist (siehe Penis des Menschen) und die Assoziation „mit Glied“ anklingen lasse, wurde in feministischen Kreisen manchmal Mitklit („mit Klitoris“) als gegenderte Form für Frauen vorgeschlagen.
Anfang 2018 war die ARD-Moderatorin Anne Will in ihrer Talk-Sendung Anne Will mit der Wortbildung Mitgliederinnen aufgefallen. Auch aktuell findet sich diese Wortschöpfung in zahlreichen Dokumenten und Artikeln, beispielsweise im Februar 2020: „Liebe Mitgliederinnen und Mitglieder von Hertha BSC“. Ein früher Gebrauch ist bereits für 2011 nachgewiesen, als beispielsweise die Bild-Zeitung bewusst über die Mitgliederinnen ihres Leserbeirats berichtete und selbst der Deutsche Germanistenverband die Form zur Ansprache seiner Mitglieder verwendete.